# Norvège aux Jeux olympiques d'hiver de 2014
La Norvège participe aux Jeux olympiques d'hiver de 2014 à Sotchi en Russie du 7 au 23 février 2014. Il s'agit de sa vingt-et-deuxième participation à des Jeux d'hiver.

## Médaillés
| Sport                    | Discipline                   | Athlète(s)                                                              | Performance             | Date       |
| Médailles d'or : 11      |                              |                                                                         |                         |            |
| Ski de fond              | Skiathlon femmes             | Marit Bjørgen                                                           | 38 min 33 s 6           | 8 février  |
| Ski de fond              | Sprint hommes                | Ola Vigen Hattestad                                                     | 3 min 38 s 39           | 11 février |
| Ski de fond              | Sprint femmes                | Maiken Caspersen Falla                                                  | 2 min 35 s 49           | 11 février |
| Ski de fond              | Sprint par équipes femmes    | Marit Bjørgen Ingvild Flugstad Østberg                                  | 16 min 04 s 05          | 19 février |
| Ski de fond              | 30 kilomètres femmes         | Marit Bjørgen                                                           | 1 h 11 min 05 s 2       | 22 février |
| Biathlon                 | Sprint hommes                | Ole Einar Bjørndalen                                                    | 24 min 33 s 5 (0+1)     | 8 février  |
| Biathlon                 | Départ groupé hommes         | Emil Hegle Svendsen                                                     | 43 min 29 s 1 (0+0+0+0) | 18 février |
| Biathlon                 | Relais mixte                 | Tora Berger Tiril Eckhoff Ole Einar Bjørndalen Emil Hegle Svendsen      | 1 h 09 min 17 s 0 (0+2) | 19 février |
| Ski alpin                | Super G hommes               | Kjetil Jansrud                                                          | 1 min 18 s 14           | 16 février |
| Combiné nordique         | Grand tremplin/10 kilomètres | Jørgen Graabak                                                          | 23 min 27 s 5           | 18 février |
| Combiné nordique         | Épreuve par équipes          | Håvard Klemetsen Magnus Krog Magnus Moan Jørgen Graabak                 | 47 min 13 s 5           | 20 février |
| Médaille d’argent : 6    |                              |                                                                         |                         |            |
| Snowboard                | Slopestyle hommes            | Staale Sandbech                                                         | 91,75 points            | 8 février  |
| Ski de fond              | Sprint femmes                | Ingvild Flugstad Østberg                                                | 2 min 35 s 87           | 11 février |
| Ski de fond              | 30 kilomètres femmes         | Therese Johaug                                                          | 1 h 11 min 07 s 8       | 22 février |
| Biathlon                 | Poursuite femmes             | Tora Berger                                                             | 30 min 8 s 3            | 11 février |
| Biathlon                 | Relais femmes                | Fanny Welle-Strand Horn Tiril Eckhoff Ann Kristin Flatland Tora Berger  | 1 h 10 min 40 s 1 (0+5) | 21 février |
| Combiné nordique         | Grand tremplin/10 kilomètres | Magnus Moan                                                             | 23 min 28 s 1           | 18 février |
| Médailles de bronze : 10 |                              |                                                                         |                         |            |
| Ski de fond              | Skiathlon femmes             | Heidi Weng                                                              | 38 min 46 s 8           | 8 février  |
| Ski de fond              | Skiathlon hommes             | Martin Johnsrud Sundby                                                  | 1 h 08 min 16 s 8       | 9 février  |
| Ski de fond              | 10 km femmes                 | Therese Johaug                                                          | 28 min46 s 1            | 13 février |
| Ski de fond              | 30 kilomètres femmes         | Kristin Størmer Steira                                                  | 1 h 12 min 26 s 9       | 22 février |
| Ski alpin                | Descente hommes              | Kjetil Jansrud                                                          | 2 min 06 s 33           | 9 février  |
| Ski alpin                | Slalom hommes                | Henrik Kristoffersen                                                    | 1 min 42 s 67           | 22 février |
| Saut à ski               | Petit tremplin hommes        | Anders Bardal                                                           | 264,1 points            | 9 février  |
| Combiné nordique         | Tremplin normal / 10 km      | Magnus Krog                                                             | 22 min 55 s 3           | 12 février |
| Biathlon                 | Départ groupé femmes         | Tiril Eckhoff                                                           | 32 min 52 s 9 (0+1+0+0) | 17 février |
| Biathlon                 | Relais hommes                | Tarjei Bø Johannes Thingnes Bø Ole Einar Bjørndalen Emil Hegle Svendsen | 1 h 13 min 10 s 3 (1+5) | 22 février |

| Sport            | Médaille d'or, Jeux olympiques | Médaille d'argent, Jeux olympiques | Médaille de bronze, Jeux olympiques | Total |
| ---------------- | ------------------------------ | ---------------------------------- | ----------------------------------- | ----- |
| Ski de fond      | 5                              | 2                                  | 4                                   | 11    |
| Biathlon         | 3                              | 2                                  | 2                                   | 6     |
| Combiné nordique | 2                              | 1                                  | 1                                   | 4     |
| Ski alpin        | 1                              | 0                                  | 2                                   | 3     |
| Snowboard        | 0                              | 1                                  | 0                                   | 1     |
| Saut à ski       | 0                              | 0                                  | 1                                   | 1     |
| Total            | 11                             | 6                                  | 10                                  | 27    |

## Biathlon
La Norvège a obtenu les places suivantes grâce à ces performances aux Championnats du monde de biathlon 2012 et 2013:
- Épreuves hommes : 6 places
- Épreuves femmes : 6 places

## Curling

### Tournoi masculin
| Norvège |
| --- |
| Snarøen CC, Oslo Skip : Thomas Ulsrud Third : Torger Nergård Second : Christoffer Svae Lead : Håvard Vad Petersson Remplaçant : Markus Høiberg |

| Rang | Pays            | V | D | bp | bc | Manches gagnées | Manches perdues | Manches blanches | Vols pour | Vols contre | Tirs % |
| ---- | --------------- | - | - | -- | -- | --------------- | --------------- | ---------------- | --------- | ----------- | ------ |
| 1    | Allemagne       | 0 | 0 | 0  | 0  | 0               | 0               | 0                | 0         | 0           | 0      |
| 2    | Canada          | 0 | 0 | 0  | 0  | 0               | 0               | 0                | 0         | 0           | 0      |
| 3    | Chine           | 0 | 0 | 0  | 0  | 0               | 0               | 0                | 0         | 0           | 0      |
| 4    | Danemark        | 0 | 0 | 0  | 0  | 0               | 0               | 0                | 0         | 0           | 0      |
| 5    | États-Unis      | 0 | 0 | 0  | 0  | 0               | 0               | 0                | 0         | 0           | 0      |
| 6    | Grande-Bretagne | 0 | 0 | 0  | 0  | 0               | 0               | 0                | 0         | 0           | 0      |
| 7    | Norvège         | 0 | 0 | 0  | 0  | 0               | 0               | 0                | 0         | 0           | 0      |
| 8    | Russie          | 0 | 0 | 0  | 0  | 0               | 0               | 0                | 0         | 0           | 0      |
| 9    | Suède           | 0 | 0 | 0  | 0  | 0               | 0               | 0                | 0         | 0           | 0      |
| 10   | Suisse          | 0 | 0 | 0  | 0  | 0               | 0               | 0                | 0         | 0           | 0      |

Les quatre premières équipes en tête à la fin du premier tour sont qualifiées directement pour les demi-finales.
| Équipes    | 1 | 2 | 3 | 4 | 5 | 6 | 7 | 8 | 9 | 10 | 11 | Total |
| ---------- | - | - | - | - | - | - | - | - | - | -- | -- | ----- |
| États-Unis | - | - | - | - | - | - | - | - | - | -  | -  | -     |
| Norvège    | - | - | - | - | - | - | - | - | - | -  | -  | -     |

| Équipes | 1 | 2 | 3 | 4 | 5 | 6 | 7 | 8 | 9 | 10 | 11 | Total |
| ------- | - | - | - | - | - | - | - | - | - | -- | -- | ----- |
| Norvège | - | - | - | - | - | - | - | - | - | -  | -  | -     |
| Russie  | - | - | - | - | - | - | - | - | - | -  | -  | -     |

| Équipes   | 1 | 2 | 3 | 4 | 5 | 6 | 7 | 8 | 9 | 10 | 11 | Total |
| --------- | - | - | - | - | - | - | - | - | - | -- | -- | ----- |
| Norvège   | - | - | - | - | - | - | - | - | - | -  | -  | -     |
| Allemagne | - | - | - | - | - | - | - | - | - | -  | -  | -     |

| Équipes | 1 | 2 | 3 | 4 | 5 | 6 | 7 | 8 | 9 | 10 | 11 | Total |
| ------- | - | - | - | - | - | - | - | - | - | -- | -- | ----- |
| Norvège | - | - | - | - | - | - | - | - | - | -  | -  | -     |
| Suède   | - | - | - | - | - | - | - | - | - | -  | -  | -     |

| Équipes | 1 | 2 | 3 | 4 | 5 | 6 | 7 | 8 | 9 | 10 | 11 | Total |
| ------- | - | - | - | - | - | - | - | - | - | -- | -- | ----- |
| Canada  | - | - | - | - | - | - | - | - | - | -  | -  | -     |
| Norvège | - | - | - | - | - | - | - | - | - | -  | -  | -     |

| Équipes | 1 | 2 | 3 | 4 | 5 | 6 | 7 | 8 | 9 | 10 | 11 | Total |
| ------- | - | - | - | - | - | - | - | - | - | -- | -- | ----- |
| Chine   | - | - | - | - | - | - | - | - | - | -  | -  | -     |
| Norvège | - | - | - | - | - | - | - | - | - | -  | -  | -     |

| Équipes         | 1 | 2 | 3 | 4 | 5 | 6 | 7 | 8 | 9 | 10 | 11 | Total |
| --------------- | - | - | - | - | - | - | - | - | - | -- | -- | ----- |
| Grande-Bretagne | - | - | - | - | - | - | - | - | - | -  | -  | -     |
| Norvège         | - | - | - | - | - | - | - | - | - | -  | -  | -     |

| Équipes | 1 | 2 | 3 | 4 | 5 | 6 | 7 | 8 | 9 | 10 | 11 | Total |
| ------- | - | - | - | - | - | - | - | - | - | -- | -- | ----- |
| Norvège | - | - | - | - | - | - | - | - | - | -  | -  | -     |
| Suisse  | - | - | - | - | - | - | - | - | - | -  | -  | -     |

Session 12 - lundi 17 février 2014, à 14h00
| Équipes  | 1 | 2 | 3 | 4 | 5 | 6 | 7 | 8 | 9 | 10 | 11 | Total |
| -------- | - | - | - | - | - | - | - | - | - | -- | -- | ----- |
| Norvège  | - | - | - | - | - | - | - | - | - | -  | -  | -     |
| Danemark | - | - | - | - | - | - | - | - | - | -  | -  | -     |

## Hockey sur glace

### Tournoi masculin

#### Effectif
Annoncé le 7 janvier 2014.
- Gardiens de but : Lars Haugen (HK Dinamo Minsk), Lars Volden (Espoo Blues), Steffen Søberg (Vålerenga Oslo)
- Défenseurs : Alexander Bonsaksen (Vålerenga Oslo), Jonas Holøs (Lokomotiv Iaroslavl), Henrik Solberg (Stavanger Oilers), Daniel Sørvik (Vålerenga Oslo), Ole-Kristian Tollefsen (Färjestads BK), Mats Trygg (Lørenskog IK), Henrik Ødegaard (Mavericks du Missouri).
- Attaquants : Morten Ask (Vålerenga Oslo), Anders Bastiansen (Färjestad BK), Robin Dahlstrøm (Örebro HK), Kristian Forsberg (MODO Hockey), Mads Hansen (Storhamar Dragons), Fredrik Lystad Jacobsen (Storhamar Dragons)[2], Sondre Olden (Vålerenga Oslo), Ken Andre Olimb (DEG Metro Stars), Mathis Olimb (Frölunda Indians), Mats Rosseli Olsen (Frölunda Indians), Niklas Roest (BIK Karlskoga), Martin Røymark (Färjestad BK), Per-Åge Skrøder (MODO hockey), Patrick Thoresen (SKA Saint-Pétersbourg), Mats Zuccarello (Rangers de New York).
- Entraîneur : Roy Johansen.

#### Résultats

##### Tour préliminaire
| Clt   | Équipe   | PJ | V | VP | D | DP | BP | BC | Diff | Pts |
| ----- | -------- | -- | - | -- | - | -- | -- | -- | ---- | --- |
| +001, | Canada   | 3  | 2 | 1  | 0 | 0  | 11 | 3  | 9    | 8   |
| +002, | Finlande | 3  | 2 | 0  | 0 | 1  | 15 | 7  | 8    | 7   |
| +003, | Autriche | 3  | 1 | 0  | 2 | 0  | 7  | 15 | -8   | 3   |
| +004, | Norvège  | 3  | 0 | 0  | 3 | 0  | 3  | 12 | -9   | 0   |

| 13 février 2014 | Canada | 3-1 (0-0, 2-0, 1-1) | Norvège | Palais des glaces Bolchoï |

| Feuille de match | Feuille de match | Feuille de match | Feuille de match                              | Feuille de match                                                            |
| ---------------- | --- | ---------------- | --------------------------------------------- | --------------------------------------------------------------------------- |
|                  | S. Weber (D. Keith, P. Bergeron, note) — 26 min 20 s J. Benn (P. Bergeron, D. Doughty) — 35 min 19 s - D. Doughty (R. Getzlaf, P. Marleau) — 41 min 47 s | 1-0 2-0 2-1 3-1  | - P. Thoresen (M. Olimb) — 40 min 22 s (SN) - | Arbitrage : Mike Leggo et Marcus Vinnerborg Andy McElman et Chris Woodworth |
| Carey Price      | Gardiens | Lars Haugen      |                                               | Arbitrage : Mike Leggo et Marcus Vinnerborg Andy McElman et Chris Woodworth |
| 10 min           | Pénalités | 6 min            |                                               | Arbitrage : Mike Leggo et Marcus Vinnerborg Andy McElman et Chris Woodworth |
| 38               | Tirs | 20               |                                               | Arbitrage : Mike Leggo et Marcus Vinnerborg Andy McElman et Chris Woodworth |

| 14 février 2014 | Norvège | 1-6 (0-3, 0-2, 1-1) | Finlande | Chaïba Arena 3 018 spectateurs |

| Feuille de match        | Feuille de match                                     | Feuille de match            | Feuille de match | Feuille de match                                                       |
| ----------------------- | ---------------------------------------------------- | --------------------------- | --- | ---------------------------------------------------------------------- |
|                         | P. Skrøder ( M. Olimb, J. Holøs) — 41 min 1 s (2 SN) | 0–1 0–2 0–3 0–4 0–5 1–5 1–6 | T. Selänne (S. Vatanen, K. Lehtonen) — 5 min 46 s L. Korpikoski (O. Jokinen, O. Määttä) — 6 min 51 s J. Lehterä — 17 min 21 s L. Korpikoski (O. Määttä, T. Ruutu) — 28 min 3 s O. Jokinen (S. Salo, T. Ruutu) — 31 min 26 s O. Määttä (P. Kontiola, K. Lehtonen) — 57 min 41 s | Arbitrage : Lars Brüggemann Kelly Sutherland Derek Amell Chris Carlson |
| Lars Haugen Lars Volden | Gardiens                                             | Kari Lehtonen               | | Arbitrage : Lars Brüggemann Kelly Sutherland Derek Amell Chris Carlson |
| 6 min                   | Pénalités                                            | 6 min                       | | Arbitrage : Lars Brüggemann Kelly Sutherland Derek Amell Chris Carlson |
| 21                      | Tirs                                                 | 39                          | | Arbitrage : Lars Brüggemann Kelly Sutherland Derek Amell Chris Carlson |

| 16 février 2014 | Autriche | 3-1 (2-0, 0-1, 1-0) | Norvège | Palais des glaces Bolchoï |

| Feuille de match | Feuille de match | Feuille de match | Feuille de match                            | Feuille de match                                                           |
| ---------------- | --- | ---------------- | ------------------------------------------- | -------------------------------------------------------------------------- |
|                  | M. Grabner (T. Pöck, R. Lukas) — 4 min 27 s M. Raffl (M. Grabner) — 6 min 52 s (SN) - M. Grabner (D. Welser) — 58 min 23 s | 1-0 2-0 2-1 3-1  | - - P. Skrøder (P. Thoresen) — 28 min 5 s - | Arbitrage : Vladimír Šindler et Ian Walsh Lonnie Cameron et André Schrader |
| Mathias Lange    | Gardiens | Lars Haugen      |                                             | Arbitrage : Vladimír Šindler et Ian Walsh Lonnie Cameron et André Schrader |
| 12 min           | Pénalités | 8 min            |                                             | Arbitrage : Vladimír Šindler et Ian Walsh Lonnie Cameron et André Schrader |
| 27               | Tirs | 35               |                                             | Arbitrage : Vladimír Šindler et Ian Walsh Lonnie Cameron et André Schrader |

##### Tour qualificatif
| 18 février 2014 | Russie | 4-0 (0-0, 2-0, 2-0) | Norvège | Palais des glaces Bolchoï 11 423 spectateurs |

| Feuille de match  | Feuille de match | Feuille de match | Feuille de match | Feuille de match                                                         |
| ----------------- | --- | ---------------- | ---------------- | ------------------------------------------------------------------------ |
|                   | A. Radoulov (P. Datsiouk) — 24 min 12 s I. Kovaltchouk (A. Radoulov, P. Datsiouk) — 37 min 11 s A. Radoulov (P. Datsiouk) — 58 min 53 s (CV) A. Terechtchenko (V. Tikhonov, V. Tarassenko) — 59 min 20 s | 1-0 2-0 3-0 4-0  |                  | Arbitrage : Daniel Piechaczek Kevin Pollock Andy McElman Miroslav Valach |
| Sergueï Bobrovski | Gardiens | Lars Haugen      |                  | Arbitrage : Daniel Piechaczek Kevin Pollock Andy McElman Miroslav Valach |
| 2 min             | Pénalités | 6 min            |                  | Arbitrage : Daniel Piechaczek Kevin Pollock Andy McElman Miroslav Valach |
| 31                | Tirs | 22               |                  | Arbitrage : Daniel Piechaczek Kevin Pollock Andy McElman Miroslav Valach |

## Patinage artistique
La Norvège a obtenu les places suivantes :
- Femmes individuel: 1 place

## Patinage de vitesse
La Norvège a obtenu les places suivantes :
Hommes
- 500 m: 2 places
- 1 000 m: 4 places
- 1 500 m: 3 places
- 5 000 m: 3 places
- 10 000 m: 2 places
- Poursuite par équipes: 1 place

Femmes
- 500 m: 1 places
- 1 000 m: 2 places
- 1 500 m: 2 places
- 5 000 m: 1 places
- Poursuite par équipes: 1 place